# Augusta Treverorum
Augusta Treverorum (poslovenjeno Avgustovo mesto v deželi Treverov) je bilo rimsko mesto ob reki Mozeli, iz katerega se je razvil današnji Trier. 
Datum ustanovitve mesta se postavlja med izgradnjo prvega rimskega mostu v Trierju leta 18/17 pr. n. št. in pozno vladavino cesarja Avgusta (umrl 14 n. št.). V Rimskem cesarstvu  je bil Trier glavno mesto civitasa Treverov, v katerem je živelo nekaj deset tisoč ljudi. Mesto je spadalo v rimsko provinco Belgijsko Galijo. Rimski Trier je pridobil poseben pomen v pozni antiki, ker je med poznim 3. in poznim 4. stoletjem je več cesarjev, vključno s Konstantinom Velikim, uporabljalo mesto kot eno od zahodnih cesarskih rezidenc in sponzoriralo gradnjo monumentalnih zgradb, kot so Trierske cesarske terme in Konstantinova bazilika. Z več deset tisoč prebivalci leta 300 je bila Augusta Treverorum, ki se je takrat včasih imenovala Treveris, največje mesto severno od Alp in imela status svetovnega mesta. 
Rimske stavbe, ki so preživele do danes, med njimi stolnica in Marijina cerkev, so bile leta 1986 uvrščene na Unescov seznam svetovne dediščine.

## Lega
Za razliko od skoraj vseh drugih rimskih mest v današnji Nemčiji, Augusta Treverorum ni spadala v eno od dveh germanskih provinc, temveč v Belgijsko Galijo. Mesto leži  na obširni ravnini v širokem zavoju reke Mozele. Tok reke se od zadnje ledene dobe verjetno ni bistveno spremenil. Potoki Olewiger Bach, Aulbach in Aveler Bach so mestu zagotavljali svežo vodo in enostaven dostop do zaledja. Okolica je bila občasno naseljena od zadnje ledene dobe. 

## Zgodovina

### Predrimsko in zgodnje rimsko obdobje
Najzgodnejše naselbine na ozemlju sedanjega Trierja so stale v  bližini poznejših rimskih lončarskih delavnic na bregovih reke Pacelli. Najdbe spadajo v obdobje kulture linearne trakaste keramike. Dolina okoli Trierja je bila morda v veliki meri izkrčena in poseljena že v predrimski železni dobi. Leta 17 pr. n. št. je bil na mestu, kjer je verjetno že obstajal prehod čez reko, zgrajen prvi dokumentirani rimski most čez Mozelo. Zdi se, da je bila v poznem latenskem obdobju poselitev razpršena vzdolž desnega brega Mozele.
Treveri, ki so dali Trierju ime, so bili prvi naseljenci v regiji. Zanje  so bila značilna naselja na hribih  (oppida), med njimi oppidum na Titlebergu v Luksemburgu, Castellberg pri Wallendorfu, gradišče Otzenhausen in oppidum na Martbergu.
Majhna naselbina je bila očitno zadosten razlog, da so Rimljani nekaj let po osvojitvi Galije pod Gajem Julijem Cezarjem nad široko dolino Mozele na Petrisbergu ustanovili rimsko vojaško postajo. Nekaj najdb, med njimi aretinska terra sigillata in dendrokronološko datiran kos lesa kažeta na čas okrog leta 30 pr. n. št. Domneva se, da je bila gradnja povezana z Agripovimi ukrepi za gradnjo cest med njegovim prvim guvernerstvom v Galiji v letih  39/38 pr. n. št.

### Zgodnje in visoko cesarsko obdobje
Avgustove reforme v galskih provincah so vključevali delitev Galije na Akvitansko, Lugdunsko in Belgijsko Galijo. Prestolnica slednje je bil Durocortorum Remorum (Reims). Trier je bil sedež finančnega prokuratorja, odgovornega za Belgiko in kasneje za obe germanski provinci (procurator provinciae Belgicae et utriusque Germaniae).
Za naselje, kasneje preimenovano v Augusta Treverorum,  je v času ustanovitve mogoče podati le nezanesljive podatke. Dobro prepoznano načrtovano kolonialno mesto je postalo kasneje v 1. stoletju. Mreža ulic na severnem in južnem robu mesta močneje odstopa od pravokotne postavitve insul. Tako je zgrajeno samo jedro mesta s širino treh insul. Ob reki so proti koncu 1. stoletja z zasipavanjem pridobili nekaj uporabnih nepoplavnih površin. Med zasipavanjem je bilo zasutih več stebrov mosta na Mozeli. Na zahodnem vstopu na most je bil zgrajen slavoloku podoben prehod.
Najzgodnejša omemba kamnitega mostu čez Mozelo je v Tacitovem poročilu o batavski vstaji leta 69 n. št. Tacit omenja tudi to, da je bil Trier kolonialno mesto (colonia Trevirorum). Domneva se, da je pod cesarjem Klavdijem dobil privilegiran status,  podobno kot Köln. Na mejniku  iz Buzenola iz leta 43/44 n. št. Trier ni več omenjen ko kolonija, ampak kot Augusta. Za razliko od Kölna ustanovitev tukajšnje kolonije ni bila povezana z naseljevanjem legijskih veteranov, tj. rimskih  državljanov, zato zanjo obstajata dve razlagi. Po prvi je šlo za povsem naslovno kolonijo, nepovezano s podelitvijo rimskega državljanstva (civitas Romana) vsem svobodnim prebivalcem. Po drugi razlagi za prvo in nobenega dokaza in predpostavlja podelitev latinskih pravic. 
Pravni status prebivalcev mesta in plemena Treverov v cesarskem obdobju torej ni povsem jasen. V napisih se omenjajo kot Treveri ali cives Treveri, kar še ne pomeni, da so imeli državljanske pravice. Ne glede na pravni status Treverov in njihovega mesta, so bili oboji predmet romanizacije. Geograf Pomponij Mela že v 40. letih 1. stoletja omenja Trier kot cvetoče in bogato mesto (urbs opulentissima), vendar je njegova trditev sporna.
Arheološki dokazi pričajo, da je kolonija v 1. stoletju doživljala strm vzpon. Zgrajene so bile številne zgradbe, na primer forumske  terme na živinski tržnici okoli leta 80 ali amfiteater okoli leta 100. Sredi 2. stoletja so terme na živinski tržnici postale premajhne, tako da so zgradili še Barbarine na površini več insul. Slednje so svoj čas veljale za ene največjih term v Rimskem cesarstvu. Pod Markom Avrelijem in Komodom so se leta 170 začele graditi mestne utrdbe in z njimi severna vrata Porta Nigra. Gradnje so bile morda povezane s povišanjem mesta v glavno mesto province Belgijske Galije. Obdobja, ko je Trier v tej funkciji zamenjal Reims, ni mogoče navesti bolj natančno kot pred sredino 3. stoletja.
Vzpon mesta so omogočili njegova ugodna lega ob Mozeli, ceste, ki so vodile v notranjost Galije, in trgovanje. Trierske manufakture, ki so izdelovale kakovostno lončenino (terra sigillata), so v poznem 2. in 3. stoletju dosegle prevladujoč položaj na trgu. Lončarske delavnice so bile večinoma na bregovih Pacellija jugovzhodno od mesta. V severozahodnih provincah Rimskega imperija so bile zelo priljubljene tudi tako imenovane trierske govoreče čaše z napisanimi zdravicami. Že v rimskih časih je sicer nepomembno vlogo že igrala proizvodnja in trgovina z vinom, na kar kaže Neumagenska vinska ladja. 
V državljanski vojni v letih 193 do 197 (leto petih cesarjev) so čete Klodija Albina napadle Trier, ki je bil na strani njegovega tekmeca Septimija Severja. Mesto je zdržalo napad, dokončno pa ga je rešila vojska iz Mainza, kar kaže ohranjeni zahvalni napis. S tem obleganjem sta povezana tako odkritje velikega Trierskega zaklada zlata iz leta 196/197 kot dejstvo, da dela na Porta Nigra očitno nikoli niso bila v celoti dokončana. 
Trier je bil zaradi svoje lege dolgo časa varen pred germanskimi vpadi med tako imenovano krizo tretjega stoletja, ki je privedla do opustitve zgornjegermansko-retijskega limesa. Prestolnica posebnega galskega kraljestva, ki je nastalo med krizo, je bil sprva Köln, potem pa je bila prestolnica med letoma 271 in 274  prestavljena v Trier, ki je bil zaradi svoje lokacije varnejši. Ukrep vsekakor velja za odločilnega za prihodnost mesta.  Kmalu po smrti cesarja Avrelijana leta 275 so mesto sprva oplenili in delno uničili roparski Franki in nato Alemani.

### Pozna antika
Med letoma 293 in 401 je bil Trier eno od najpomembnejših mest na zahodu Rimskega imperija. Z Dioklecijanovo reformo cesarstva je postal sedež pretorskega prefekta Galije in s tem upravno središče dieceze Galije, ki je obsegala današnjo zahodno Evropo in dele severne Afrike. Provinca Belgia je bila razdeljena dve provinci in Trier je postal glavno mesto Prve Belgije. V času tetrarhije je leta 293 za svojo rezidenco Trier najprej izbral cesar Konstancij I., za njim pa  njegov sin Konstantin I., ki je v mestu bival več let med letoma 306 in 324 in ga reprezentativno razširil. Da bi utrdil svojo zahtevo po oblasti,  kar je bilo v nasprotju z uveljavljenimi pravili o nasledstvu prestola, je dal zgraditi monumentalni palačni kompleks po vzoru na rimski Palatin. Eden od načinov za legitimiranje njegove oblasti je bilo poboženje njegovega očeta, pokopanega v mavzoleju blizu današnje cerkve sv. Maksimina. V tem obdobju se je začela tudi gradnja Cesarskih term in Cesarske bazilike, največje znane tovrstne zgradbe.  
Cesarski dvor in comitatenses, nameščeni v okolici mesta, so spodbudili priseljevanje. Natančnega števila prebivalcev ni mogoče ugotoviti zaradi pomanjkanja znanja o pozidavi znotraj  mestnega obzidja. Za srednje cesarsko obdobje se domneva, da je imelo mesto okoli 20.000 prebivalcev. V amfiteatru je bilo prostora za okoli 18.000 gledalcev. Cirkus, zgrajen v 4. stoletju, je lahko sprejel vsaj 50.000, morda celo 100.000 obiskovalcev, vendar v nobenem primeru ni mogoče trditi, da je bilo pri načrtovanju teh zgradb upoštevano število prebivalcev. V 4. stoletju bi v Trierju težko  živelo več kot 100.000 prebivalcev, sicer pa se domneva, da je v pozni imel največ 30.000 prebivalcev. Po odhodu cesarskega dvora in ukinitvi pretorske prefekture v zgodnjem 5. stoletju je prebivalstvo mesta verjetno zelo hitro upadlo na morda končnih 10.000 ljudi.
Konstantinov sin Konstantin II. je v Trierju bival od leta 328 do svoje smrti leta 340, uzurpator Decentij pa od leta 351 do 353. Mesto je bilo od leta 367 do 388 ponovno rezidenca rimskih cesarjev Valentinijana I., Gracijana in Magna Maksima. Valentinijan II. se je v mesto vrnil okoli leta 390. V Trierju sta delovala cesarska vzgojitelja Laktancij (okrog 317) in Avzonij (367–388). Slednji je svoji Mozeli postavil literarni spomenik. Pod Avzonijem je Trierski kolegij dosegel svoj vrh. Bil  je ena od najpomembnejših šol v Zahodnem cesarstvu, ki jo je prekašala samo šola v Burdigali (Bordeaux). Čeprav o šoli obstaja nekaj pisnih virov, natančne slike o njej ni mogoče ustvariti. Najpomembnejši sin poznoantičnega mesta je bil Ambrož Milanski. 
Prisotnost upravnega in vojaškega osebja, dvora in kovnice v 4. stoletju je povečala pomen Trierja. V okolici mesta je bilo zgrajenih več kompleksov vil, pripisanih cesarski hiši ali visokim uradnikom. Med znanimi vilami je palatiolum v Trier-Pfalzelu. Slabost razvoja je bil precejšen pritisk na gospodarstvo in oskrbo mesta in dvora. Umik institucij okoli leta 400 je za seboj pustil vrzel, ki je ni bilo mogoče zapolniti. Bližina cesarske rezidence je v tistem obdobju je pomenila tudi določeno varnost. V drugih delih Rimskega cesarstva so bile villae rusticae in podeželska naselja tako zelo ogrožena, da so samo utrjena mesta nudila dovolj dobro zaščito provincialnemu prebivalstvu. 
Verjetno okoli leta 402, nekaj let po preselitvi dvora v Mediolanum (Milano) in smrti Teodozija I. (395), je bila najpozneje 418 iz Trierja v Arles preseljena tudi Galska pretorska prefektura.  Z odhodom teh pomembnih gospodarskih dejavnikov se je začel dokončen propad nekdaj pomembnega rimskega mesta. V mestu je ostala le škofijska uprava, s katero je Cerkev postala nosilec kontinuitete rimske kulture. Kulturo je podpiral še naprej vpliven galsko-rimskim višji sloj družbe. Po večkratnem uničenju in plenjenju je mesto okoli leta 480 dokončno padlo v roke Frankov. Rimska oblast v severni Galiji je v tem času obstajala le še na papirju. Na območju Trierja je takrat vladal romanizirani Frank Arbogast. Po letu 461 je Egidij v severni Galiji ustanovil svoje Galsko kraljestvo, ki se je do leta 486/487 nadaljevalo pod njegovim sinom Siagrijem.

#### Škofovski sedež
Najzgodnejši dokaz za obstoj škofovskega sedeža v Trierju je udeležba trierskega škofa Agricija na sinodi v Arlesu leta 314. Trier je tako najstarejši dokumentirani škofovski sedež na nemških tleh. Možno je, da je imel Agricij že nekaj predhodnikov, ki pa so omenjeni le v malo verodostojnih srednjeveških virih. O poznoantičnem škofovskem sedežu še danes pričajo velika Trierska stolnica, cerkev Naše Gospe ter velike primestne cerkve sv. Maksimina, sv. Pavlina in sv. Matija. Imena so dobile po zgodnjih trierskih škofih, okoli katerih grobov so se razvila velika zgodnjekrščanska pokopališča. 
V izvirnih zapisih se trierski škofje, kot je bil Agricij, omenjajo v velikih cerkveno-političnih spopadih v 4. stoletju. Zaradi lege Trierja v bližini cesarjeve rezidence so imeli ti škofje še poseben pomen. S škofovskim sedežem v Trierju so bili dokumentirano povezani uglednih kleriki tistega časa, kot so Atanazij Veliki, Ambrož Milanski in Martin iz Toursa. V Trierju je okoli leta 370 nekaj časa študiral sveti Hieronim.

#### Cesarska kovnica
Iz več najdenih napisov je mogoče sklepati, da je v Trierju kovalo denar več galskih uzurpatorjev. Pripisovanje galskih kovancev Trierju je problematično, ker je kovnica zanesljivo obstajala šele od leta 293/294 pod cezarjem Konstancijem I., potem pa je bila ena od najpomembnejših kovnic poznoantičnega Rimskega cesarstva. V njej je skoraj 150 let kovalo denar 39 cesarjev, uzurpatorjev, cesaric in cesarjevih sinov, vključno z vsemi cesarji, ki so vladali v zahodnem delu, razen Jovijana. Znanih je več kot 520 različnih zlatih, 310 srebrnih in 1250 bronastih kovancev. Trierske kovnice so kovance praviloma označevale s TR.
Zadnji je v Trierju koval denar  uzurpator Evgenij (392–394). Kovanje denarja cesarja Honorija je sporno,  ker so bile sicer najdene kalibracijske uteži z imenom cesarja, ne pa tudi ustrezni kovanci.

### Frankovsko obdobje
Pogosti vojni dogodki in spreminjanje razmerij moči, povezanih s propadom rimske oblasti, so v 5. stoletju trajno spremenili poselitveni vzorec. V prvi polovici stoletja so bili opuščeni podzemni servisni prostori Cesarskih in Barbarinih term. Opuščen je bil tudi vodovod Ruwer, ki ga ni bilo več mogoče vzdrževati. Sprva so bili v rabi le manjši deli prejšnjih mestnih stanovanjskih četrti. Večje dele jarka pred severovzhodnim mestnim obzidjem so zasuli, ker zaradi svoje velikosti ni bil več branljiv. Velike zgradbe nekdanje cesarske rezidence so verjetno služile kot zatočišče prebivalstvu. 
Od srede 5. stoletja naprej so najdbe izjemno redke in večinoma omejene na cerkvene stavbe, kot sta stolnica in cerkvi Naše Gospe in  sv. Maksimina, kjer se je neprekinjeno pokopavalo od pozne antike. V rabi so bila tudi pokopališča južno in severno od mesta. Najdeni napisi iz zgodnjekrščanskega obdobja kažejo na velik delež romaniziranega prebivalstva.
Najdbe iz starejšega merovinškega obdobja so v mestnem okolju redke. V Altbachtalu je mogoče dokazati majhen zaselek iz 7. stoletja, ki je bil deloma zgrajen na starodavnih ruševinah. Najdbe iz 6. stoletja so omejene na posamezne najdbe. V središču mesta se je rimska ulična mreža delno ohranila, dokler ni bila v srednjem veku  ustanovljena tržnica v Domburgu.

## Načrt mesta
Oblika rimskega mesta je bila v veliki meri vnaprej določena z njegovo lego. Dekumanus maximus je potekal od lesenega  mostu čez Mozelo proti dolini Olewiger. Decumanus je bil z izgradnjo foruma okoli leta 100 presekan, pri čemer se je moral promet skozi mesto preusmeriti na severno in južno vzporedno ulico. To verjetno pojasnjuje, zakaj je bil novi kamniti pomolni most čez Mozelo zgrajen 25 metrov navzgor od prejšnjega lesenega. Mreža pravokotnih ulic je tvorila insule, široke od 70 do 100 metrov in dolge večinoma 100 metrov. V jedru je bila razporeditev bolj pravilna, medtem ko se je z rastjo mesta v 1. in 2. stoletju na obrobju razporeditev spreminjala. V bolj reprezentativnih četrtih so ulice v 4. stoletju tlakovali z apnenčastimi ali poligonalnimi bazaltnimi ploščami.
Na obrobju mesta, predvsem na jugu in v bližini Mozele, so bile obrtne delavnice, odvisne od plovne poti za prevoz blaga. Razen že omenjenih lončarskih delavnic  so obstajale tudi tekstilne manufakture, kovinarski obrati in steklarne. Tempeljsko okrožje v dolini Altbach je bilo  težko umestiti v pravilno poselitveno mrežo, ker je bila pogojena s potoki, izviri in dolinami.
Stanovanjske hiše so bile sprva lesene. Najzgodnejše kamnite zgradbe so bile najdene na območju poznejših Cesarskih term, vendar so jih po letu 293 porušili za gradnjo term. Na številnih zasebnih stavbah je mogoče opaziti zaporedje gradnje od lesene preko apnenčaste do stavbe iz rdečega peščenjaka. Nekatere hiše so sčasoma dobile razkošno opremo s stenskimi poslikavami, mozaiki in tlaki iz ornamentiranih keramičnih ploščic. Za kritino so se uporabljali strešniki ali skril.

### Forum
Mestni forum se je nahajal na križišču karda in dekumana. V Vespazijanovih časih so ga močno razširili, da je meril 140 × 278 metrov. Na zahodnem koncu foruma je bila bazilika velikosti 100 × 25 metrov, ki je zavzemala celotno širino trga. Vzhodno od foruma so bili na obeh straneh dolgega pravokotnega trga ob glavni ulici portiki s podzemnimi kriptoportiki in trgovine.
Na obeh insulah zahodno od foruma so bile v 1. stoletju stanovanjske hiše. V severni insuli pod sedanjim mestnim gledališčem jih je v 3. stoletju nadomestila ugledna meščanska hiša z velikim notranjim dvoriščem s portikom,  marmornimi opaži, stenskimi poslikavami in mozaiki. Napis na enem od teh mozaikov kaže, da je bila hiša rezidenca pretorskega tribuna Viktorina, kasnejšega avgusta Galije in Britanije. V dveh južnih insulah so bile verjetno javne zgradbe.

### Mestno obzidje
Rimsko mestno obzidje je bilo dolgo 6418 metrov in obdajalo površino 285 hektarjev. V preteklosti se je pogosto domnevalo, da je bilo zgrajeno šele v 3. stoletju, ko so mesta v Galiji ogrožale državljanske vojne in roparska plemena. Danes zgodovinarji soglašajo, da je bilo mestno obzidje zgrajeno že v zadnji četrtini 2. stoletja.  Na jugu je zid prerezal lončarsko četrt, vendar je proizvodnja v 3. stoletju še naprej potekala na obeh straneh zidu. Zdi se, da je bilo mesto leta 195, ko so ga  napadle čete Klodija Albina, že pripravljeno za obrambo. 
Zid je bil grajen kot značilen rimski zid. Jedro so sestavljali skrilavec, drobno kamenje in obilo malte, zunanja stran pa je bila obložena z bloki apnenca ali peščenjaka, povezanimi z malto. Obokani prehod v Porta Nigra je bil visok okoli 6,2 metra. Spodaj je bil širok štiri metre in se proti vrhu zožil na približno tri metre. V obzidju so bili okrogli stolpi, postavljeni  večinoma na zaključkih uličnih tras. V obzidju je bilo 48 ali 50 stolpov. Kasnejše rimske utrdbe pa so imele običajno stolpe, štrleče daleč navzven, kar je omogočalo navzkrižno obstreljevanje napadalcev. Oblika trierskih stolpov torej kaže, da so bili zgrajeni v poznem 2. stoletju. 
Sodobne raziskave večinoma kažejo, da mestno obzidje v Trierju, podobno kot v mnogih drugih rimskih mestih, v pretežno miroljubnem 1. in 2. stoletju, ni bilo zgrajeno kot odgovor na konkretno grožnjo. Bilo je torej prestižni projekt, katerega namen je bil poudariti pomembnost mesta. 
Od obzidja so ohranjeni le manjši deli na severu in ob Mozeli, ki so bili vključeni v poznejše srednjeveško mestno obzidje. V južnih delih je bilo obzidje porušeno do temeljev. Na Langstraße je ohranjen del obzidja, dolg 70 metrov.
V obzidju je bilo pet vrat. Nekatera, tako kot Porta Nigra, so bila zelo dovršeno zasnovana in so že ob nastanku omogočala kasnejšo širitev. Južna vrata (Porta Media) so bila porušena že v srednjem veku, zato so zanje znani le temelji. Zahodna vrata ob mostu čez Mozelo so uporabljali še v srednjem veku in so se takrat imenovala Porta Inclita (Slavna vrata). Z vzhoda se je v mesto vstopilo skozi vrata južno od amfiteatra. Vrata so bila drugotnega pomena. V poznem 4. stoletju so dodali še ena jugovzhodna vrata, ki so se od srednjega veka imenovala Porta Alba. 
Številni odprti prostori na obrobju kažejo, da so načrtovalci predvidevali širitev obzidja. V vojaškem smislu pa je bil zid malo uporaben in se v prvih 200 letih svojega obstoja skorajda ni moral dokazovati. Znani izjemi sta bili le napad leta 195 in frankovsko-alemanski napad okoli leta 275. V slednjem zid ni mogel ustaviti napadalcev. V 5. stoletju je bilo obzidje komajda uporabno. Med napadom Vandalov so se preostali prebivalci mesta, ki je ostalo brez sodišča in uprave, branili v utrjenem amfiteatru.

#### Porta Nigra
Porta Nigra so edina ohranjena vrata rimskega mestnega obzidja Trierja in poleg Cesarskih term verjetno najbolj znan spomenik. Zgrajena so bila skupaj z obzidjem v zadnji četrtini 2. stoletja našega štetja. Začetek gradnje se je z dendrokronologijo leta 2018 datiral v leto 170. Vrata so se ohranila, ker se je v srednjem veku v njih kot puščavnik naselil Simeon Trierski. Vrata so bila kasneje spremenjena v cerkev. Napoleon je leta 1804 ukazal porušiti vse kasnejše dozidave.

#### Porta Media
Porta Media kot južna mestna vrata in nasprotje Porta Nigra so se nahajala na koncu današnje Saarstraße. Najdeni so le ostanki njihovih temeljev. 

#### Porta Alba
Porta Alba so bila dodana v 4. stoletju kot jugovzhodna mestna vrata. Bila so ožja od starejših mestnih vrat in imela le preprost prehod.

### Amfiteater
Amfiteater ob vznožju Petrisberga je bil zgrajen okoli leta 100 in je morda že imel manjšega, lesenega predhodnika. Zgornje klopi za gledalce (cavea) so bile vkopane v pobočje hriba, z izkopanim materialom pa so nasuli prostor za spodnje. Od amfiteatra, ki je lahko sprejel do 18.000 gledalcev, je ohranjena predvsem ovalna arena, velika 70,5 × 49 metrov, njena obzidava in nekaj podzemnih obokov (vomitorij). 
Ob izgradnji mestnega obzidja je bil amfiteater vključen v obzidani del mesta. Preko njega je šla ena od vstopnih cest v mesto. V srednjem veku je amfiteater propadal in se uporabljal kot kamnolom in areno je postopoma poplavilo. V začetku 20. stoletja je bil izkopan in se  ponovno uporablja za prireditve. Predmeti, najdeni med izkopavanji, se hranijo v Renskem državnem muzeju v Trierju. Ob kamnitih spomenikih so med najdbami še posebej zanimive antične tablice s prekletstvi. Druge najdbe so predvsem iz 4. stoletja. Krvave igre v areni so dokumentirane že v času Konstantina. 

### Cirkus
Rimski cirkus v Trierju ni ohranjen. Iz poteka ulic se ugiba, da je bil nekje med amfiteatrom in  Petrisbergom. Dirke z vozovi so zlasti v pozni antiki imele pomembno vlogo za samopodobo rimskih cesarjev in so bile zelo priljubljene. S cirkusom je povezanih več upodobitev. Prva in najpomembnejša je Polidov mozaik, ki prikazuje voznika na vpreženem vozu. Podobne upodobitev so na bronasti medalji (kontorniat), najdeni v Trierju, in reliefih na nagrobnikih v Neumagenu. Ker so Treveri sloveli kot dobri konjeniki, se domneva, da so dirkališče zgradili v 2. stoletju, kmalu za amfiteatrom. 
Cirkus je bil v srednjem veku zaradi svoje lege uničen hitreje kot druge velike rimske zgradbe. Kamen se je uporabil za gradivo, dirkališče pa za kmetovanje. Na prostoru nekdanjega cirkusa so zdaj stanovanjske zgradbe. 

### Terme

#### Terme na živinski tržnici
Terme na živinski tržnici so najstarejše javno termalno kopališče v Augusta Treverorum. Zasedale so celotno insulo severno od foruma v osrednjem delu mesta. Najdbe novcev in keramike kažejo na več prezidav, ki so verjetno trajale do 4. stoletja. Zanimivo je, da so ogrevalne naprave dodali šele v drugi gradbeni fazi, po nekaterih podatkih šele v 4. stoletju.
Danes vidni prostori so bili preoblikovani od leta 1615 z izgradnjo kapucinskega samostana. Živinska tržnica je nastala šele po razpustitvi samostana leta 1812. Deli kompleksa so danes stekleni v zaščitni konstrukciji po načrtih arhitekta Oswalda Mathiasa Ungersa in so dostopni za obiskovalce. 

#### Barbarine terme
Terme na živinski tržnici so že okoli sredine 2. stoletja postale premajhne za naraščajoče mestno prebivalstvo. Južno od dekumana so bile zato v bližini Mozele zgrajene Barbarine terme, ki so s površino 172 m × 240 m (42.500 m2) sodile med največja termalna kopališča svojega časa. Presegli so jih le Trajanove terme v Rimu in terme, zgrajene v 3. in 4. stoletju. Najdbe kažejo, da so jih uporabljali tudi po prvih germanskih vpadih do konca 4. stoletja. Temelji izpostavljenih zidov so bili zaradi prenove nekaj časa nedostopni, od leta 2015 pa je kompleks ponovno odprt za obiskovalce.

### Templji
V kotanji doline Altbach pod amfiteatrom so med izkopavanji v letih 1926 do 1934 na površini pet hektarjev odkrili  več kot 70 templjev, kapel, svetih prostorov in duhovniških hiš ter kultno gledališče. Najdbe so zdaj v Deželnem muzeju Porenja.
V letih 1909/1910 so med izkopavanji na posestvu Charlottenau na površini 65 × 23 m odkrili ostanke monumentalnega podestnega templja s stebrastim preddverjem (pronaos), stopnicami in oltarnim podestom.
V bližini rimskega mostu in severno od Barbarinih term so leta 1977 med gradnjo podzemnega parkirišča odkrili najveličastnejši tempelj rimskega mesta. Kompleks je zavzemal površino 170 m × 88 m. Zdaj izgubljen marmorni kip in napis finančnega prokurista kažeta, da je bil posvečen bogu Asklepiju. Tempelj je bil zgrajen v  zadnji tretjini 1. stoletja.
Na severnem robu kompleksa je bil leta 1993 odkrit izjemno velik zaklad 2570 aureusov s skupno težo 18,5 kg. Najmlajši kovanci so iz časa vladavine Septimija Severja. Zaklad je zdaj v Deželnem muzeju.
Drugo veliko tempeljsko območje je bilo odkrito na zahodnem bregu Mozele ob vznožju Markusberga ob izviru, ki se je kasneje imenoval Heideborn in  je bil cenjen kot zdravilen. Obzidan kompleks je imel obliko nepravilnega štirikotnika s stranicami več kot sto metrov. 
Celoten kompleks s hostlom, glavnim templjem in kultnim gledališčem se obravnava kot treversko nacionalno svetišče. V svetišču so častili treverskega boga Lenusa, lokalno različico boga Marsa. Boga so častili tudi kot zdravilca. Najdeni kovanci kažejo, da je bilo svetišče v rabi od predrimskih časov do vladavine cesarjs Gracijana (umrl 383). 

### Rimski most
Rimski most čez Mozelo, ki še stoji, je imel vsaj dva arheološko dokazana predhodnika. Njun obstoj je mogoče dokazati z njegovo lego na rimski magistralni cesti, ki je povezovala središče Augustae Treverorum in Vicus Voclanionum, kar potrjejo napisi na zahodnem bregu, kot tudi do tamkajšnjega templja Lenusa Marsa. Dendrokronološki dokaz, da je bil most zgrajen  v letih 18/17 pr. n. št. je pomembna fiksna točka za ustanovitev Auguste Treverorum.
Prvi leseni most je bila očitno poškodovan med bitkami, ki jih omenja Tacit v batavski vstaji leta 69. Izgradnjo mostu na pilotih se lahko umesti v leto 71 v čas vladavine cesarja Vespazijana. Mogočni peterokotni kamniti stebri mostu so stali na hrastovih pilotih, debelih 31 cm, zabitih v dno reke. Cestišče je bilo leseno. 
Sedanji rimski most je bil zgrajen 25 metrov više od lesenega mostu med letoma 144 in 155 ,ed vladavino Antonina Pija. Most ni bil zgrajen na lesenih pilotih, temveč na do šestih slojih apnenčastih blokov in se zato imenuje pomolni most. Ker je bil v zgodnjem cesarskem obdobju ob reki zgrajen nasip, je novi  most namesto enajstih zahteval le devet stebrov. Zgradbo so ščitili stolpi in vrata na obeh koncih mostu. Zaradi povišanega vodostaja zaradi zoženja reke in težav s poplavljanjem most sprva ni dobil trdnega kamnitega loka, temveč leseno nadgradnjo, ki so jo morali redno obnavljati. Kamniti loki so bili zgrajeni šele leta 1343 pod luksemburškim nadškofom Balduinom. Pomembne najdbe z območja mostov so razstavljene v Deželnem muzeju Porenja. Med najdbami so orodje, kovanci (kot darovi reki), svinčeni pečati, nakit, majhni bronasti predmeti in celo kamniti spomeniki.

### Oskrba z vodo
Oskrbi mesta s pitno vodo je bila še posebej naklonjena njegova geografska lega. Poleg vode iz Mozele je bilo  uporabnih več potokov, ki se stekajo v Mozelo z vzhoda. Izviri zdravilne vode, imenovani Römersprudel jugovzhodno od mesta, so bili opremljeni z zajetji. Na spodnji terasi pod mestom so bili na zasebnih posestih izkopani vodnjaki. Od izvira v Heiligkreuzbergu do razdelilne cisterne blizu templja v Herrenbrünnchenu je bil zgrajen kanal. Na mestu Cesarskih term so odkrili dva zaporedno zgrajena razdelilna bazena. 
V 1. stoletju so ti objekti sprva zadostovali. Da bi zadostili potrebam rastočega mesta, je bil v začetku 2. stoletja do amfiteatra zgrajen vodovod iz doline Ruwer, dolg 12.798 metrov. Njegov obstoj dokazujejo najdbe v Cesarskih termah. 
Distribucija vode po mestu je potekala po vodotesnih in vodoodpornih zidanih kanalih. Na obrobju mesta je bila voda ponekod speljana po lesenih ceveh, dolgih okoli tri metre, opasanih z železnimi obroči, in svinčenih ceveh.

### Poznoantične zgradbe
Že v 2. stoletju je na severovzhodu mesta z združitvijo štirih insul nastalo reprezentančno upravno območje, katerega jedro je bila osrednja dvorana, imenovana Palača legatov. Na tem območju so bile skoncentrirane tudi prezidave na začetku 4. stoletja v okviru postavitve cesarske rezidence, čeprav so manjši gradbeni posegi izpričani tudi na forumu in v mestnih ulicah. S preureditvijo stanovanjske četrti je bil narejen prostor za monumentalno zgradbo Cesarskih term. Konstantinova bazilika (Aula Palatina) je bila zgrajena na mestu nekdanji Palače legatov in je z okoliškimi preddverji in gospodarskimi poslopji tvorila jedro rezidence.
Obsežna rušenja v mestu dokazuje jezero, ki je nastalo z zasipavanjem starega rokava Mozele z ruševinami. V bližini pristanišča na Mozeli so okoli leta 300 zgradili veliko dvojno skladišče, dolgo 70 in široko 40 metrov, ki je služilo oskrbi mesta in cesarskega dvora. Ohranjenih je več zidov, razdeljenih s slepimi arkadami.
Gradbena dejavnost je zamrla že v Konstantinovem času. Bazilika, Cesarske terme in cirkus so bili dokončani verjetno šele med Gracijanovo vladavino (vladal 375-383) in po njej. 

#### Cesarske terme
Cesarske terme so ena najbolj znanih rimskih zgradb v Trierju. Čas njihove izgradnje ni povsem jasen. Zgrajene so bile verjetno po letu 294, ko je Trier postal cesarska rezidenca. Gradnjo je naročil Konstancij I. ali njegov sin Konstantin. Bogate najdbe, vključno s Polidovim mozaikom, dokazujejo rabo stavbe do druge polovice 3. stoletja. 
Nastali termalni kompleks je bil po prvotni zasnovi ena največjih tovrstnih zgradb v Rimskem imperiju. Večji so bili le urbani rimski termalni kompleksi cesarjev Trajana, Karakale in Dioklecijana.  
Cesarske terme niso nikoli služile svojemu namenu. Dela so se ustavila verjetno po selitvi cesarske rezidence na vzhod po letu 324. Velik del stavbe je bil zgrajen že preko prvega nadstropja. Gradnja se je nadaljevala šele potem, ko je Trier za svojo rezidenco izbral cesar  Valentinijan I., vendar s popolnoma drugačno zasnovo. Odstranili so že dokončane kopališke objekte in porušili zahodni del s frigidarjem. Krožno dvorano tepidarija so uporabili kot vhodno vežo, palestro pa so znatno povečali in spremenili v tlakovan trg. V srednjem veku so bili veliki deli kompleksa integrirani v mestne utrdbe. Ohranjeno je vzhodno pročelje, visoko preko 20 metrov.

#### Konstantinova bazilika
Četudi se ime bazilika običajno nanaša starodavno cerkveno stavbo, je bila Konstantinova bazilika prvotno zgrajena kot sprejemna dvorana cesarske palače, zato so jo pogosto imenovali Palastaula ali Aula Palatina. Dolga je bila 69,8 m (vključno z 12,4 m dolgo apsido) in široka 27,2 m.  Visoka je bila okoli 30 m. 2,7 m debele zunanje stene so bile zidane z opeko in na zunanji strani ometane. Sodobni dodatki so iz rdečega peščenjaka. 
Tla in notranje stene so bile do višine najvišjih okenskih vencev obložene z marmorjem. Marmorju je sledila štukatura do konzolnega stropa. Izjemen je bil hipokavst, ki je ogreval približno 1600 m2 prostora. Na jugu je bila pred glavnim vhodom veranda, prav tako obložena z marmorjem, na zunanji strani pa portiki. Ostanki teh stavb so bodisi ohranjeni bodisi označeni v tlaku sedanjega trga. 
Palastaula je bila verjetno zgrajena kot reprezentativna rezidenčna stavba v letih 305–311. Služila je za sprejeme in dvorne ceremoniale. V apsidi naj bi bil cesarjev prestol. 
Po koncu rimske vladavine je pogorela stavba prešla v posest frankovskih kraljev, ki so leta 902 ruševine podarili trierskemu škofu. Kasneje so baziliko prezidali v grajski kompleks, apsido zaprli v stolp, v obzidani notranjosti pa so nastala gospodarska in kletna poslopja. Po letu 1614 so južno in vzhodno steno porušili in zidove vključili v novo vladarsko palačo, del pa so uporabili kot dvorišče. Palačo so leta 1794 oplenile francoske revolucionarne čete in kompleks spremenile v vojašnico in vojaško bolnišnico. Leta 1844 je pruski kralj Friderik Viljem IV. odredil njeno rekonstrukcijo v prostor za bogoslužje protestantske skupnost v Trierju. Med drugo svetovno vojno sta bili palača in bazilika močno uničeni. Rekonstrukcija se je lahko začela šele leta 1954, kar je omogočilo predhodna izkopavanja in natančne posnetke stavbnega tkiva.

#### Stolnica
- Stolni kamen
- Ogromen steber v poznorimskem kamnolomu v  Felsbergu v Odenwaldskem gozdu

Meroveus 
Prehod mesta iz pozne antike v srednji vek je viden v stolnici kot jedru srednjeveškega Trierja. Stolnico so arheologi raziskovali od leta 1843. Večja izkopavanja so potekala po drugi svetovni vojni do leta 1981. V najstarejši arheološki plasti so odkrili rimsko plemiško stanovanjsko četrt iz 2. in 3. stoletja našega štetja, vključno z državno dvorano, bogato okrašeno s stenskimi in stropnimi poslikavami. Deli stavbe so ohranjeni pod križiščem stolnice, rekonstruirane freske pa so razstavljene v Stolnem in Škofijskem muzeju.   
Stanovanjske stavbe so bile v začetku 4. stoletja porušene in zravnane. Na njih je bil zgrajen cerkveni kompleks z dvema proti vzhodu obrnjenima triladijskima bazilikama. Stebri severne bazilike so bili narejeni iz odenwaldskega granita, na kar kaže Stolni kamen, ki leži pred stolnico. Širina obeh cerkvenih kompleksov, vključno s prečnimi stavbami in peristilnimi dvorišči, je bila verjetno med 40 (severna bazilika) in 30 metri (južna bazilika pod današnjo cerkvijo Naše Gospe). Dolgi sta bilo po 150 metrov. Med obema cerkvama je bila kvadratna krstilnica, ki je danes označena v tlaku stolnega dvorišča. Po uničenju proti koncu 4. stoletja so severno baziliko obnovili in na območju križišča postavili kvadratno stavbo s stranico dolžine 41,5 m. Vzdolž Windstrasse na severni strani stolnice je pripadajoča opeka še vedno vidna do višine 30 metrov.

### Pokopališča
Grobišča srednjega cesarskega obdobja so le delno raziskana. Njihov obseg je večinoma neznan. V najzgodnejši fazi poselitve do okoli sredine 2. stoletja so bile v bližini naselja vzpostavljene manjše nekropole ob Mozeli in vzdolž Olewiger Straße. Z izgradnjo mestnega obzidja so morali ta pokopališča opustiti. Pokopališča južno in severno od mesta so prestavili, vendar je bilo nekaj zgodnejših grobov odkritih tudi znotraj pozneje obzidanega območja. Običajna oblika pokopa v tem času je bila upepelitev. Telesni pokopi se pojavijo šele v 2. stoletju, sarkofagi pa so izpričani od sredine 2. stoletja. 
Po izgradnji mestnega obzidja so bile največje nekropole ob severni in južni magistralni cesti. Na severnem pokopališču so bili pokopi sprva zgoščeni ob cesti, ki je potekala nekoliko zahodneje od današnje Paulinstraße. Po izsušitvi starega rokava Mozele se je to zemljišče, zlasti v 4. stoletju, uporabljalo tudi kot pokopališče. Iz obdobja srednjega cesarstva je v Državnem muzeju več kot 2000 popisov žarnih grobov. Pod tamkajšnjo cerkvijo so bili kasneje  pokopi v sarkofagih. Na severozahodu je pokopališče omejevalo območje lončarskih delavnic. 
Vzhodno od mesta pred mestnim obzidjem severno od amfiteatra so našli žarne in telesne grobove, ki so danes nadzidani. Na pobočju nad amfiteatrom je pokopališče s telesnimi pokopi iz 3. in 4. stoletja. S tega pokopališča so znani bogati stekleni in keramični grobni pridatki. Na zahodnem bregu Mozele so bila pokopališča v današnjih okrožjih Trier-West/Pallien in Euren ob cesti, ki vodi v Reims.
Nadzemni deli grobov so bili zelo različni. Med njimi so najpogostejše nagrobne plošče in stebriči. Posebej premožni ljudje so občasno dali zgraditi podzemne grobnice s templjem nad njimi. Grič  Franzensknüppchen na Petrisbergu nad Trierjem bi lahko bil monumentalna grobna gomila. 
V pozni antiki so bila pokopališča skoncentrirana okoli grobov svetnikov, škofov in mučencev. Iz tamkajšnjih pogrebnih kapel zunaj mestnega obzidja so se razvile  srednjeveške cerkve.

### Okolica mesta
Že v srednjem cesarskem obdobju so se v okolici mesta začele graditi velike vile, bistveno večje od siceršnjih rimskih vil. Ob nastanku mesta so bila v okolici polja in pašniki. V 3. in 4. stoletju so se močno povečali vinogradi. Nekateri so imeli veliko stiskalnico za grozdje. Vinogradi so bili morda povezani s prisotnostjo cesarskega dvora. Cesar Prob naj bi konec 3. stoletja izdal odlok, s katero je odpravil omejitve pri gojenju vinske trte v provincah.
Prisotnost cesarske uprave je v 4. stoletju pripeljala do tega, da so bili nekateri primestni  kompleksi veličastno razširjeni ali na novo zgrajeni. Izjemen primer je vila von Welschbillig, pred katere glavnim pročeljem je bil velik vodni bazen s prvotno 112 kipi. Njegova lokacija ob obzidju kaže na cesarsko domeno.   
Za najstarejšo rimsko cesto v regiji velja povezava od Lyona preko Metza do Trierja, ki jo je začrtal cesar Agripa. Cesta, ki je mestoma dobro ohranjena, se je nadaljevala kot rimska cesta od Trierja do Kölna čez Eifel do Rena. Najbolj znana rimska cesta do Trierja je Avsonijeva cesta, imenovana po rimskem pesniku in državniku Avsoniju, ki je bil dolgo časa dejaven v Trierju. Potekala je čez Hunsrück do Bingiuma, kjer je dosegla rimsko cesto po dolini Rena. Nadaljnje cestne povezave so med drugim vodile preko Coriovalluma (Heerlen na Nizozemskem) do Coloniae Ulpia Traiana (blizu Xantena), do Strasbourga in ob Mozeli do Koblenza (Confluentes). V pozni antiki je bilo treba te ceste dodatno zavarovati z utrdbami, na primer v Neumagenu, Bitburgu in Jünkerathu. 

## Raziskovanje rimskega mesta
Razvaline rimskega mesta so bile v vseh kasnejših obdobjih predmet raziskav. Sosednja mesta z rimsko preteklostjo, kot so Reims, Toul in Metz, so v srednjem veku poskušala najti svoje mitološke ustanovitelje nazaj do Rema ali kraljev Tula Hostilija ali Marka Metija Rufa. Verjetno zato, da bi se poudaril primat Trierja, je nastala legenda, po kateri je Trier ustanovil Trebeta, sin Ninosa, ustanovitelja Niniv v Asiriji. Trebeta naj bi mačeha Semiramida po očetovi smrti pregnala iz Asirije. Po Oroziju se je to zgodilo 1300 let pred ustanovitvijo Rima. Trebetova grobnica naj bi bila v tako imenovani Franzensknüppchen na Petrisbergu. 
Domnevni Trebetov nagrobni napis je dokumentiran v trierskih rokopisih od okoli leta 1000 in je bil pozneje vključen v Gesto Treverorum in Kroniko Otona Freisinškega. V 15. stoletju so napis  spremenili v heksameter Ante Romam Treveris stetit annis mille trecentis (Trier je stal pred Rimom 1300 let), ki se  ga danes lahko prebere na Rdeči hiši na glavni trierski tržnici.
V legendo o Trebetu so podvomili že v humanizmu, najprej Willibald Pirckheimer leta 1512. Hkrati se je začelo intenzivnejše preučevanje rimske zapuščine, predvsem kipov in napisov. Zbirka grofa Petra Ernsta I. von Mansfelda v Clausenu je vključevala tudi nekaj rimskih najdb iz Trierja. Trier je bil omenjen v potopisih geografov Abrahama Orteliusa in Johannesa Vivianusa v 16. stoletju. Zelo pomembno in daleč pred svojim časom je bilo delo jezuita Aleksandra Wiltheima, ki je zelo natančno kartiral rimska najdišča, ceste in naselja. V začetku 17. stoletja je trierski nadškof Filip Krištof von Sötern ukazal odkopati vodovod Ruwer, Karel Kaspar von der Leyen pa izkopavati v Barbarinih termah. 
Arheologija v Trierju je dobila pomemben zagon po francoski revoluciji in v obdobju Napoleona. Leta 1801 je izobraženo triersko meščanstvo ustanovilo Društvo za koristne raziskave o Trierju, ki se je kmalu posvetilo predvsem preučevanju rimskega obdobja. S Porta Nigra so se v napoleonskih časih začela dela za odkrivanje ruševin iz rimskega obdobja. V pruskem obdobju je arheologijo spodbujal prestolonaslednik in kasneje kralj Friderik Viljem IV. Leta 1820 sta pruska vlada in gradbeni svetnik Karl Friedrich Quednow vladno in lastno zbirko rimskih kamnitih spomenikov razstavila v Porta Nigra in Cesarskih termah. Leta  1820 je samouk Quednow objavil tudi opis starin v Trierju in njegovi okolici iz galsko-belgijske in rimske dobe. Državna zbirka je bila združena z zbirko Društva za koristne raziskave šele leta 1844.
Takrat je še trajal spor med katoliškim izobraženim meščanstvom in prusko upravo. Konflikt je bil premagan šele leta 1877 z ustanovitvijo Deželnega muzeja Trierja (danes Renski pokrajinski muzej Trierja). Z njegovo  ustanovitvijo je raziskovanje, ohranjanje in muzejska prezentacija trierskih rimskih najdb dokončno postala državna naloga. Funkcija Renskega pokrajinskega muzeja kot nosilca raziskav še vedno  traja in je urejena z Zakonom o varstvu spomenikov Porenje-Pfalške.
Od konca 19. stoletja do druge svetovne vojne so velika izkopavanja trierske spomenike prikazala javnosti. Med najpomembnejšimi so bila izkopavanja amfiteatra, Cesarskih in Barbarinih term ter tempeljske četrti v dolini Altbach. Izgradnja kanalizacijskega sistema v Trierju v letih 1899–1906 je omogočila podrobnejšo raziskavo mestnega načrta starodavne metropole. Izkopavanja v tem obdobju so povezana z imeni znanih pionirjev starodavnih raziskav, med njimi Felixa Hettnerja, Hansa Lehnerja, Wilhelma von Massowa in Siegfrieda Loeschckeja. 
Zaradi obsežnega uničenja, ki so ga povzročila bombardiranja med drugo svetovno vojno, so po vojni postala dostopna nekatera pred tem pozidana območja mesta. Prometno usmerjena širitev mestnega središča Trierja od leta 1960 in drugi obsežni projekti so povzročili stagnacijo znanstvenih raziskav, vendar so finančni in kadrovski viri ostali nespremenjeni. Ob 2000-letnici mesta leta 1984 sta izšla dva posebna zvezka o ustanovitvi Auguste Treverorum in poznoantični cesarski rezidenci. Zaradi povečane pozornosti je v letih 1984–1991 prišlo do razširitve Pokrajinskega muzeja. Sočasno so se dogajala tudi  obsežna izkopavanja in manjše raziskave, na primer med gradnjo podzemnih parkirišč. Med letoma 1964 in 1998 je muzej prenehal objavljati rezultate izkopavanj. Redne objave so se znova začele leta 1998 zaradi povečanega financiranja države in tretjih strani.